# Пон-Мельве
Пон-Мельве́ (фр. Pont-Melvez, брет. Pont-Melvez) — коммуна во Франции, находится в регионе Бретань. Департамент — Кот-д’Армор. Входит в состав кантона Каллак. Округ коммуны — Генган.
Код INSEE коммуны — 22249.

## География
Коммуна расположена приблизительно в 420 км к западу от Парижа, в 130 км западнее Ренна, в 45 км к западу от Сен-Бриё.
По территории коммуны протекает небольшая река Леге (фр. Léguer).

## Население
Население коммуны на 2016 год составляло 609 человек.
| 1962 | 1968 | 1975 | 1982 | 1990 | 1999 | 2008 | 2016 |
| ---- | ---- | ---- | ---- | ---- | ---- | ---- | ---- |
| 1084 | 948  | 754  | 666  | 636  | 631  | 660  | 609  |

## Администрация
| Период | Период | Фамилия         | Партия        | Примечания |
| ------ | ------ | --------------- | ------------- | ---------- |
| 1953   | 2001   | Эме Эрве        | сторонник ФКП |            |
| 2001   | 2014   | Жерар Ле Венсан | сторонник СП  | электрик   |

## Экономика
В 2007 году среди 377 человек в трудоспособном возрасте (15—64 лет) 251 были экономически активными, 126 — неактивными (показатель активности — 66,6 %, в 1999 году было 62,6 %). Из 251 активных работали 228 человек (136 мужчин и 92 женщины), безработных было 23 (9 мужчин и 14 женщин). Среди 126 неактивных 38 человек были учениками или студентами, 47 — пенсионерами, 41 были неактивными по другим причинам.

## Достопримечательности
- Придорожное распятие «Красный крест» (XVI век). Исторический памятник с 1964 года[3]
- Церковь Св. Иоанна Крестителя
- Часовня Св. Иоанна Крестителя

## Фотогалерея

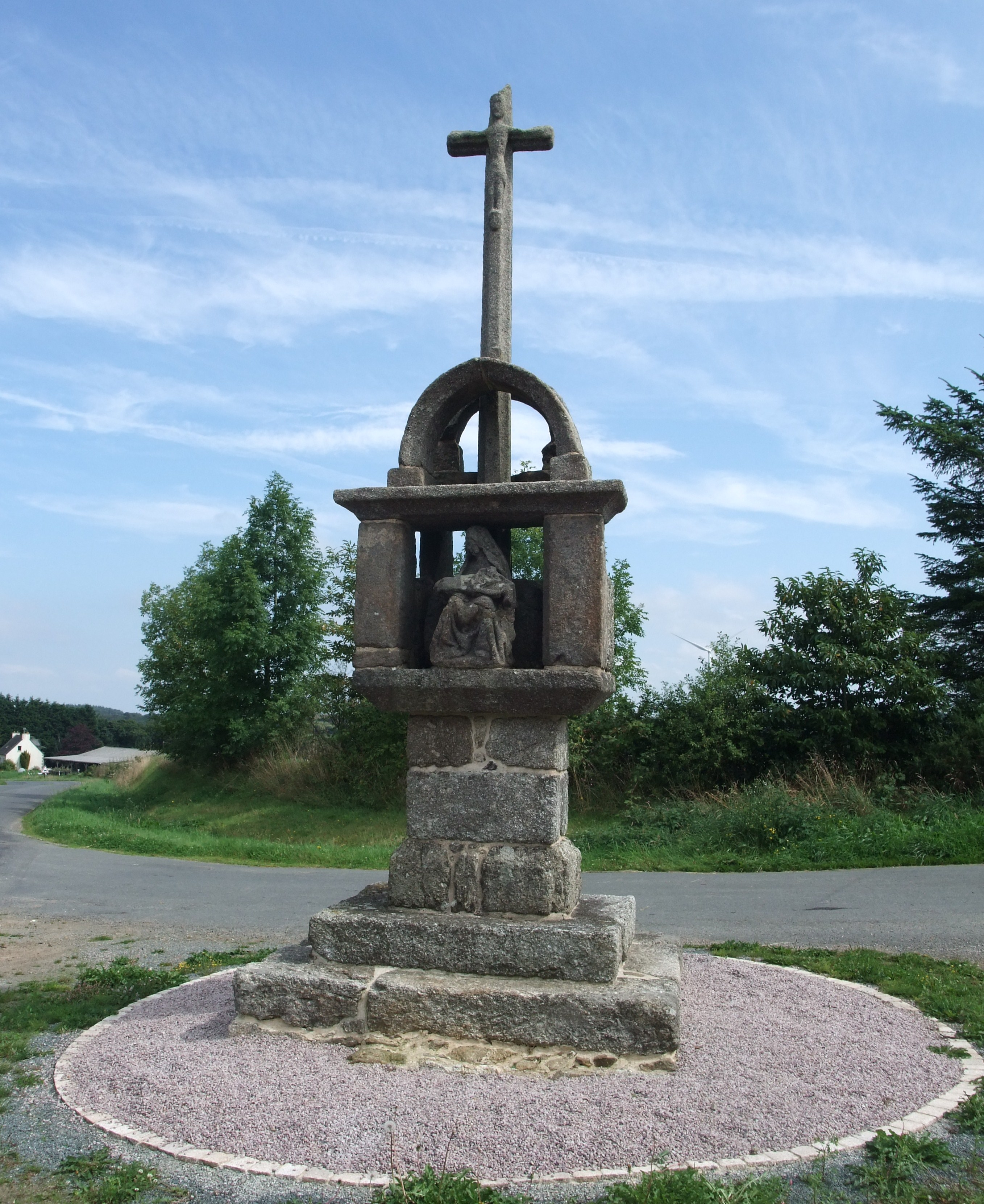
Придорожное распятие «Красный крест»
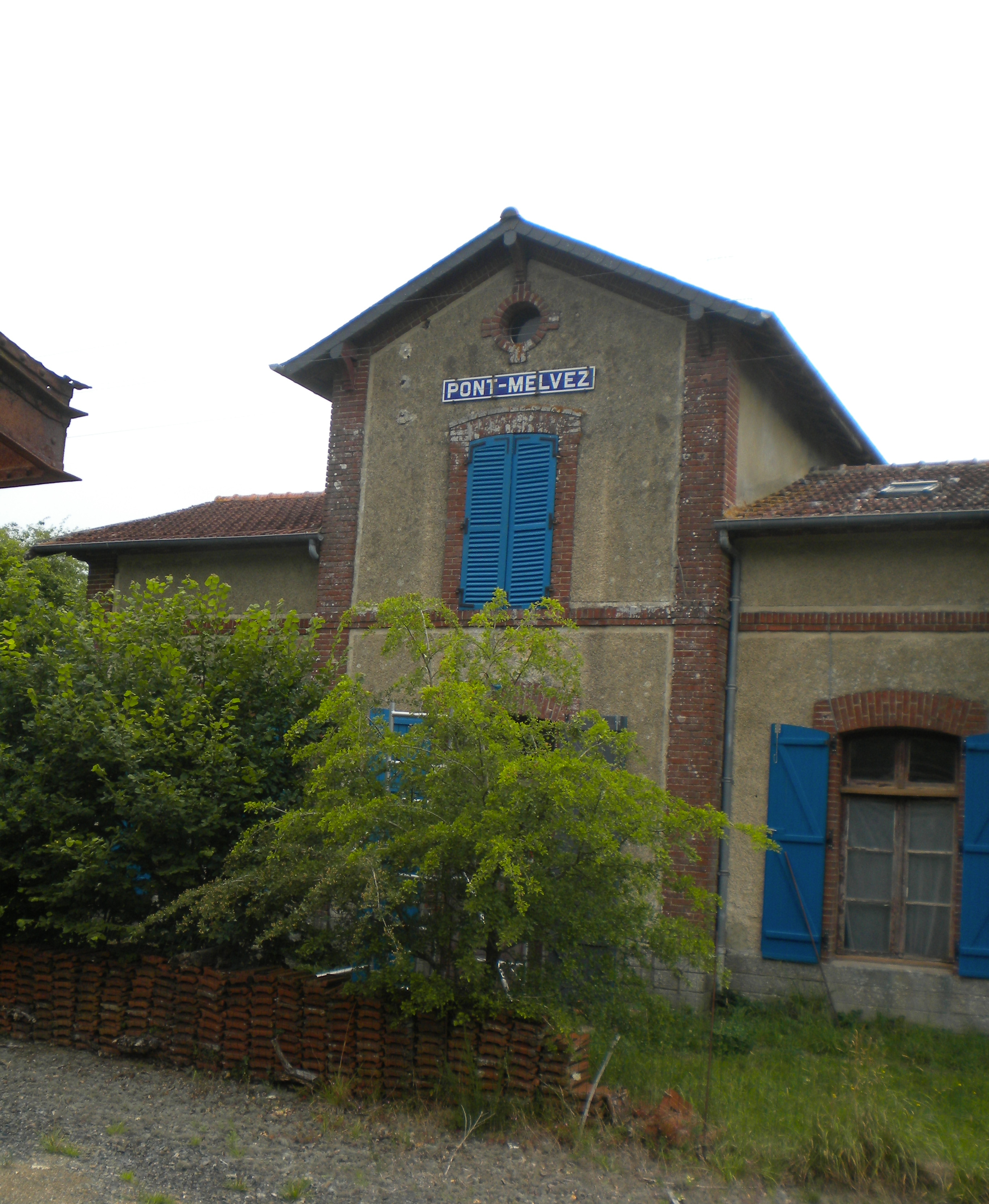
Вокзал
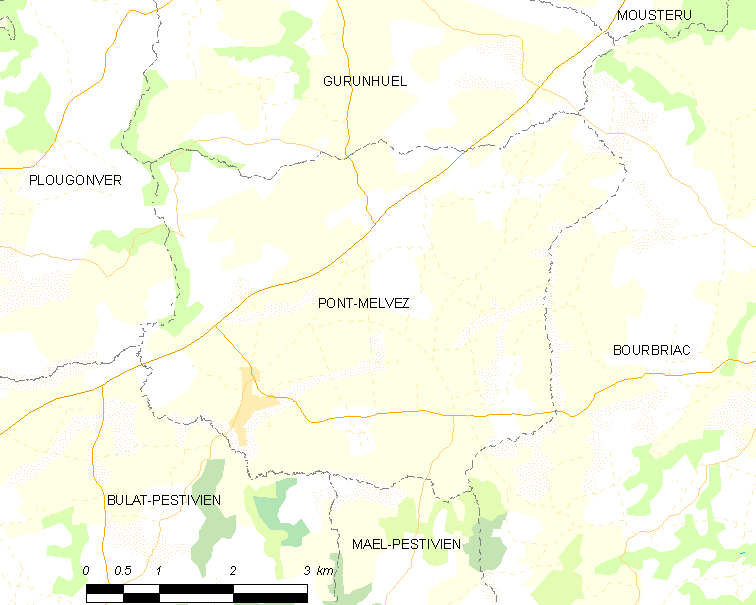
Карта коммуны